# 774 هـ
774 هـ هي سنة في التقويم الهجري امتدت مقابلةً في التقويم الميلادي بين سنتي 1372 و1373.

## أحداث
- مغادرة عبد الرحمن بن أبي یفلوسن لمشيخة الغزاة إلى المغرب، ليصبح آخر شیخ مریني لھذه المشيخة.

## مواليد
- ابن خطيب الناصرية

## وفيات
- أمين الدين مرجان
- ابن كثير
- عبد العزيز الأول المريني
- إسماعيل بن عمر بن كثير
- شمس الدين ابن الموصلي